# Соходол (комуна)
Соходол (рум. Sohodol) — комуна у повіті Алба в Румунії. До складу комуни входять такі села (дані про населення за 2002 рік):
- Безешть (43 особи)
- Боберешть (52 особи)
- Бредяна (180 осіб)
- Бурзонешть (78 осіб)
- Біленешть (154 особи)
- Валя-Верде (23 особи)
- Вледошешть (88 осіб)
- Гура-Соходол (222 особи)
- Деончешть (22 особи)
- Ділімань (45 осіб)
- Жолдішешть (14 осіб)
- Лазурі (132 особи)
- Лехешть (53 особи)
- Лумінешть (120 осіб)
- Медрешть (4 особи)
- Моререшть (47 осіб)
- Мунешть (34 особи)
- Неледжешть (30 осіб)
- Непеєшть (41 особа)
- Нікорешть (61 особа)
- Пелеш (53 особи)
- Пояна (12 осіб)
- Робешть (18 осіб)
- Себішешть (72 особи)
- Соходол (236 осіб) — адміністративний центр комуни
- Сурдешть (44 особи)
- Сікоєшть (36 осіб)
- Фурдуєшть (29 осіб)
- Хоанке (88 осіб)
- Цоч (8 осіб)
- Шимочешть (46 осіб)

Комуна розташована на відстані 320 км на північний захід від Бухареста, 52 км на північний захід від Алба-Юлії, 66 км на південний захід від Клуж-Напоки.

## Населення
За даними перепису населення 2002 року у комуні проживали 2085 осіб.
Національний склад населення комуни:
| Національність | Кількість осіб | Відсоток |
| -------------- | -------------- | -------- |
| румуни         | 2066           | 99,1%    |
| цигани         | 18             | 0,9%     |
| українці       | 1              | < 0,1%   |

Рідною мовою назвали:
| Мова      | Кількість осіб | Відсоток |
| --------- | -------------- | -------- |
| румунська | 2067           | 99,1%    |
| циганська | 18             | 0,9%     |

Склад населення комуни за віросповіданням:
| Релігія        | Кількість осіб | Відсоток |
| -------------- | -------------- | -------- |
| православні    | 2023           | 97,0%    |
| баптисти       | 35             | 1,7%     |
| греко-католики | 16             | 0,8%     |
| п'ятдесятники  | 5              | 0,2%     |
| реформати      | 1              | < 0,1%   |
| бретрени       | 1              | < 0,1%   |